# ام‌دی۶
ام‌دی۶ (به انگلیسی: MD6) یک روش رمزنگاری است که به عنوان تابع درهم‌ساز رمزنگارانه استفاده می‌شود.
ام‌دی۶ از یک ساختار شبیه درخت درهم سازی استفاده می‌کند تا اجازه انجام محاسبات هم‌زمان بسیار زیاد، از هش‌ها را برای ورودی‌های بسیار طولانی بدهد.

## کلیات
ام‌دی۶ برای پیام‌های با طول زیاد سرعت بیش از یک گیگا بایت بر ثانیه هم در معماری پردازنده‌های ۱۶ هسته‌ای گزارش شده است.
طراحی درخت درهم سازی بر اساس توصیف اینتل (به انگلیسی: Intel)از آیندهٔ پردازنده‌های سخت‌افزاری با ده‌ها و هزاران هسته به جای سیستم‌های تک هسته‌ای معمولی شکل گرفته‌است. با توجه به این موضوع، ساختارهای درخت درهم سازی، از پتانسیل کامل سخت‌افزار بهره می‌برند. علاوه بر این، مناسب معماری‌های تک هسته‌ای یا دو هسته‌ای نیز هستند.
در دسامبر ۲۰۰۸، داگلاس هلد (به انگلیسی: Douglas Held) از شرکت fortify متوجه سرریز بافر در اجرای نسخهٔ اصلی الگوریتم هش ام‌دی۶ شد. این خطا بعداً در سال ۲۰۰۹ توسط پروفسور رون ریوست (به انگلیسی: Ron Rivest) با انتشار پیاده‌سازی نسخهٔ اصلی اصلاح شده و در گزارش شرکت fortify عمومی شد.
ام‌دی۶ برای مسابقه SHA-3 NIST ارائه شده است. با این حال در تاریخ ۱ جولای سال ۲۰۰۹، رون ریوست (به انگلیسی: Ron Rivest) پیشنهادی به مؤسسه ملی فناوری و استانداردها ارائه داد که‌ام‌دی۶ هنوز آماده نیست تا نامزدی برای SHA-3 باشد و دلیل آن هم مسائل مربوط به سرعت ام‌دی۶ بیان شد.

## ویژگی‌های ام‌دی۶
نتایج جدید و نیز تجزیه و تحلیل گزارش‌های قبلی، مقاومت ام‌دی۶ را ثابت می‌کنند به ابن صورت که بیان می‌دارند ام‌دی۶ نسبت به حملات مختلف مقاوم است، و آن هم به دلیل دو برابر کردن تعداد دورهای آن به دلایل امنیتی است که‌ام‌دی۶ را در برابر حملات مختلف امن کرده است.
اما از جمله ویژگی‌های ام‌دی۶ می‌توان به این موارد اشاره کرد:
ام‌دی۶ در برابر حملات شناخته شده امن محسوب می‌شود. نسبتاً ساده است. دارای توانایی انجام محاسبات هم‌زمان است و نیز از سطح کارآمدی معقولی برخوردار است.

## پلتفرم مرجع NIST SHA-3
| 64-bit     | 32-bit    | متن عنوان |
| ---------- | --------- | --------- |
| 97 MB/sec  | 44 MB/sec | MD6-160   |
| 82 MB/sec  | 38 MB/sec | MD6-224   |
| 77 MB/sec  | 35 MB/sec | MD6-256   |
| 59 MB/sec  | 27 MB/sec | MD6-384   |
| 49 MB/sec  | 22 MB/sec | MD6-512   |
| 202 MB/sec | 38 MB/sec | SHA-512   |